# 長井元為
長井 元為（ながい もとため）は、戦国時代から安土桃山時代にかけての武将。毛利氏の家臣。父は長井重信。妻は祖式友兼の娘。子に長井元房。

## 生涯
安芸国の戦国大名・毛利氏の同族である長井重信の長男として生まれる。父・重信の後は元為の従兄弟で姉婿にあたる長井就安が継ぎ、元為は毛利元就に取り立てられて別家を興している。
弘治3年（1557年）12月2日、防長経略が終わった後の毛利氏家臣239名が名を連ねて軍勢狼藉や陣払の禁止を誓約した連署起請文において、17番目に「長井右衛門大夫」と署名する。
弘治4年（1558年）1月1日、吉田郡山城の小座敷で元日に酒食を供して行われる御小座敷の儀と御握銭の儀に元為も参加した。
永禄4年（1561年）3月から閏3月にかけて、毛利元就・隆元父子が小早川隆景の新高山城を訪問して逗留した際、3月28日に会所で饗応を受けた際に元為も参加している。
永禄11年（1568年）6月30日、毛利元就と輝元から赤川元秀や粟屋元勝と共に北九州での大友氏攻めにおける陣奉行に任じられる。
永禄12年（1569年）、毛利元就の北九州出兵に従軍し、同年2月12日以前に冷泉元満や仁保隆慰と共に門司城の普請等の支度について連絡する書状を元就に送っている。また、同年4月8日、毛利輝元は元為ら陣奉行3人に書状を送り、陣替え等による陣奉行の辛労を労い、龍造寺隆信との和談についての進捗を尋ねている。
元亀3年（1572年）12月13日の毛利氏掟において、元為も「長井右衛門大夫」と署名している。
天正5年（1577年）3月10日、粟屋元種と共に河野通良に対して給地を与える旨の書状を送る。
天正6年（1578年）8月17日、安芸国賀茂郡西条の5ヶ寺と作職方についての吹挙を小早川隆景が毛利輝元に披露し、かつて毛利隆元が袖判をした証文に、重ねて輝元が判をした旨を伝える書状を成君寺恵周に送っている。
天正10年（1582年）5月27日、備前国に出陣して敵の首級を挙げた飯田元定に対して褒美についての書状を送っている。
没年は不明。嫡男の元房が後を継いだ。